# Дальнее Стояново
Дальнее Стояново — хутор в Каменском районе Воронежской области России.
Входит в состав Тхоревского сельского поселения

## География

### Улицы
- ул. Красный Куст.